# Camille Van De Casteele
Camille Van De Casteele (Sint Andries, Bruges, 27 de juny de 1902 - 12 de febrer de 1961) va ser un ciclista belga que fou professional entre 1920 i 1934. En el seu palmarès destaquen dues victòries d'etapa al Tour de França, el 1926 i 1927.

## Palmarès
- 1925
  - 1r a la París-Caen
- 1926
  - 1r a la París-Caen
  - 1r al Critèrium de Leiestreek
  - Vencedor d'una etapa al Tour de França
- 1927
  - Vencedor d'una etapa al Tour de França

### Resultats al Tour de França
- 1925. Abandona (3a etapa)
- 1926. 14è de la classificació general. Vencedor d'una etapa
- 1927. Abandona (11a etapa). Vencedor d'una etapa
- 1928. 14è de la classificació general
- 1929. Abandona (9a etapa)